# Прощавай, моя королево
«Прощавай, моя королево»  (фр. Les Adieux à la reine) — французький фільм-драма, знятий режисером Бенуа Жако у 2012 році за мотивами однойменного роману Шанталь Тома, написаного у формі спогадів Сідоні Лаборде — читальниці Марії-Антуанетти про події 14, 15 та 16 липня 1789 року.
Фільм відкривав 62-й Берлінале у день своєї світової прем'єри 9 лютого 2012.

## Сюжет
У фільмі йде мова про ті дні 1789 року, коли відбулося зруйнування Бастилії та заснована Національна гвардія, коли почалась кривава революція та зали розкішного палацу опустіли, коли свита та слуги покинули свою Королеву. Через 21 рік, уже у Відні Агата Сідоні Лаборде звертає свій погляд назад у минуле і згадує…

## У ролях
- Діане Крюгер : Марія-Антуанетта
- Леа Сейду: Сідоні Лаборде (Sidonie Laborde)
- Вірджинія Ледоєн: Габріель Поліньяк (Gabrielle de Polignac)
- Ксав'є Бовуа : Людовик XVI
- Ноемі Львовскі: Мадам Кампан (Madame Campan[fr])
- Владимир Косіньї: Паоло (Paolo[fr])
- Жюлі-Марі Пармантьє (Julie-Marie Parmentier[fr]): Оноріна (Honorine[fr])
- Мішель Робен (Michel Robin[fr]): Жакоб Нікола Моро (Jacob Nicolas Moreau[fr])
- Лоліта Шамма (Lolita Chammah[fr]): Луїзон (Louison[fr])
- Грегорі Ґадебуа (Grégory Gadebois[fr]): граф Прованський (Comte de Provence)
- Франсіс Леплей (Francis Leplay[fr]): граф д'Артуа (Comte d’Artois)
- Анн Бенуа (Anne Benoît[fr]): Роза Бертен (Rose Bertin[fr])
- Домінік Реймон (Dominique Reymond[fr]): мадам де Рошерьой (Mme de Rochereuil)
- Марта Кауфман (Marthe Caufman): Аліса (Alice)
- Жак Буде (Jacques Boudet[fr]): мсьє де ла Тур дю Пен (Monsieur de la Tour du Pin)
- Мартіна Шевальє (Martine Chevallier[fr]): мадам де ла Тур дю Пен (Madame de la Tour du Pin)
- Жак Ноло (Jacques Nolot[fr]): мсьє де Жоліву (Monsieur de Jolivet)
- Серж Ренко (Serge Renko[fr]): маркіз де ла Шесне (Marquis de la Chesnaye)
- Жан-Крет'єн Сібертен-Бланк (Jean-Chrétien Sibertin-Blanc[fr]): мсьє де Поліньяк (Monsieur de Polignac[fr])
- Жак Ерлен (Jacques Herlin[fr]): маркіз де Вокульор (Marquis de Vaucouleurs)

## Нагороди
- 2012 — Приз Луї Деллюка за найкращий французький фільм року.